# Farmsum
Farmsum (en groningois : Faarmsom) est un village de la commune néerlandaise de Delfzijl, situé dans la province de Groningue.
En 2019, il comptait 1 585 habitants.